# Чепинога, Павел Иосифович
Павел Иосифович Чепинога (14 августа 1912, Ивановка — 12 июля 1963, Саратов) — командир эскадрильи 508-го истребительного авиационного полка 205-й истребительной авиационной Кировоградской дивизии 7-го истребительного авиационного корпуса 5-й воздушной армии 2-го Украинского фронта, капитан. Герой Советского Союза (Указ от 26.10.1944).

## Биография
Родился 14 августа 1912 года в селе Ивановка ныне Херсонского района Херсонской области Украины в семье крестьянина. Украинец. Член ВКП(б)/КПСС с 1946 года. Окончил 2 курса Херсонского дорожно-механического техникума.
В Красной Армии с 1933 года. В 1940 году окончил Харьковское военно-авиационное училище лётчиков.

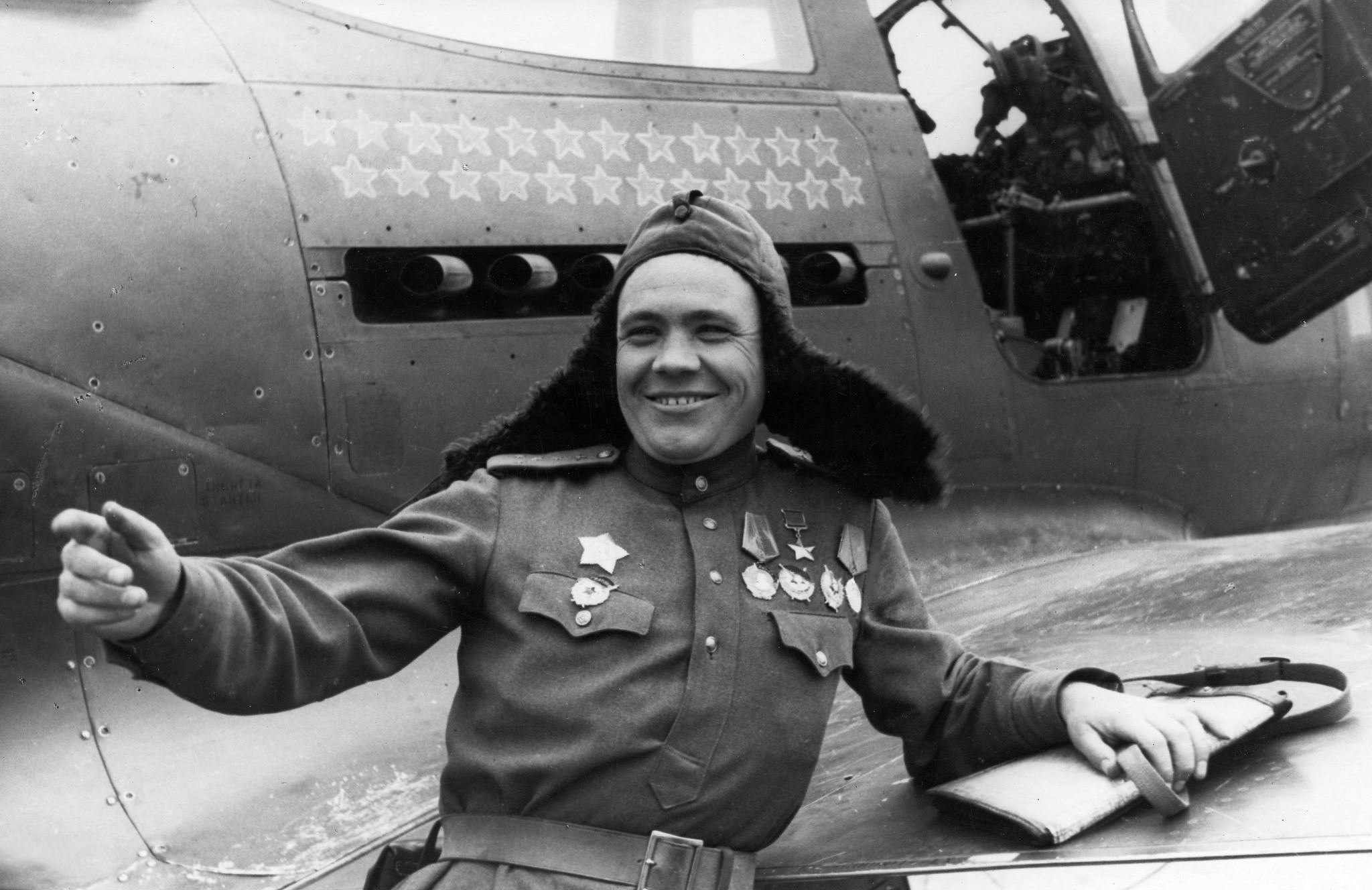
Гвардии капитан Павел Иосифович Чепинога у своего истребителя P-39 «Аэрокобра»

Участник Великой Отечественной войны с января 1942 года. Сражался под Сталинградом, на Курской дуге, над Днепром. Командир эскадрильи 508-го истребительного авиационного полка капитан Павел Чепинога к маю 1944 года совершил 100 боевых вылетов, в 37 воздушных боях сбил лично 22 и в группе 1 самолёт противника.
Указом Президиума Верховного Совета СССР от 26 октября 1944 года за образцовое выполнение боевых заданий командования на фронте борьбы с немецко-фашистскими захватчиками и проявленные при этом мужество и героизм капитану Павлу Иосифовичу Чепиноге присвоено звание Героя Советского Союза с вручением ордена Ленина и медали «Золотая Звезда». Продолжал сражаться на фронте, к Победе выполнил 127 боевых вылетов, провёл свыше 40 воздушных боёв, сбил лично 25 и в группе 1 самолёт врага.
С 1947 года майор П. И. Чепинога — в запасе. Жил в городе Саратове. Работал заместителем председателя обкома ДОСААФ. Скончался 12 июля 1963 года. Похоронен в Саратове на Воскресенском кладбище (центральная аллея, 1й участок).

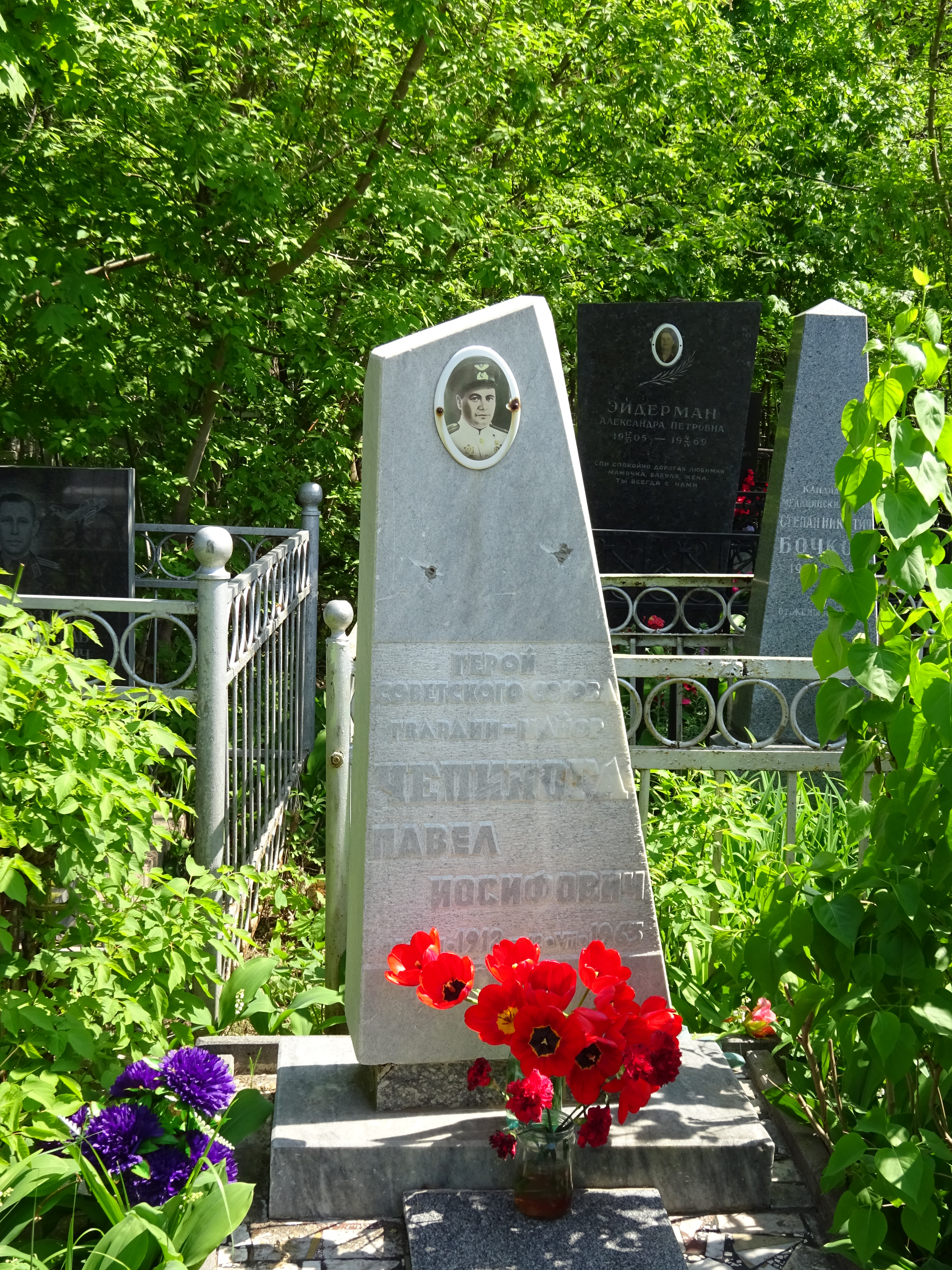
Памятник на Воскресенском кладбище

Награждён орденом Ленина, двумя орденами Красного Знамени, орденом Суворова 3-й степени, медалями.
В Саратове, в честь Героя Советского Союза П. И. Чепиноги, установлена мемориальная доска на доме, где он жил (ул. им. М.Горького, д. 22).

## Ссылки

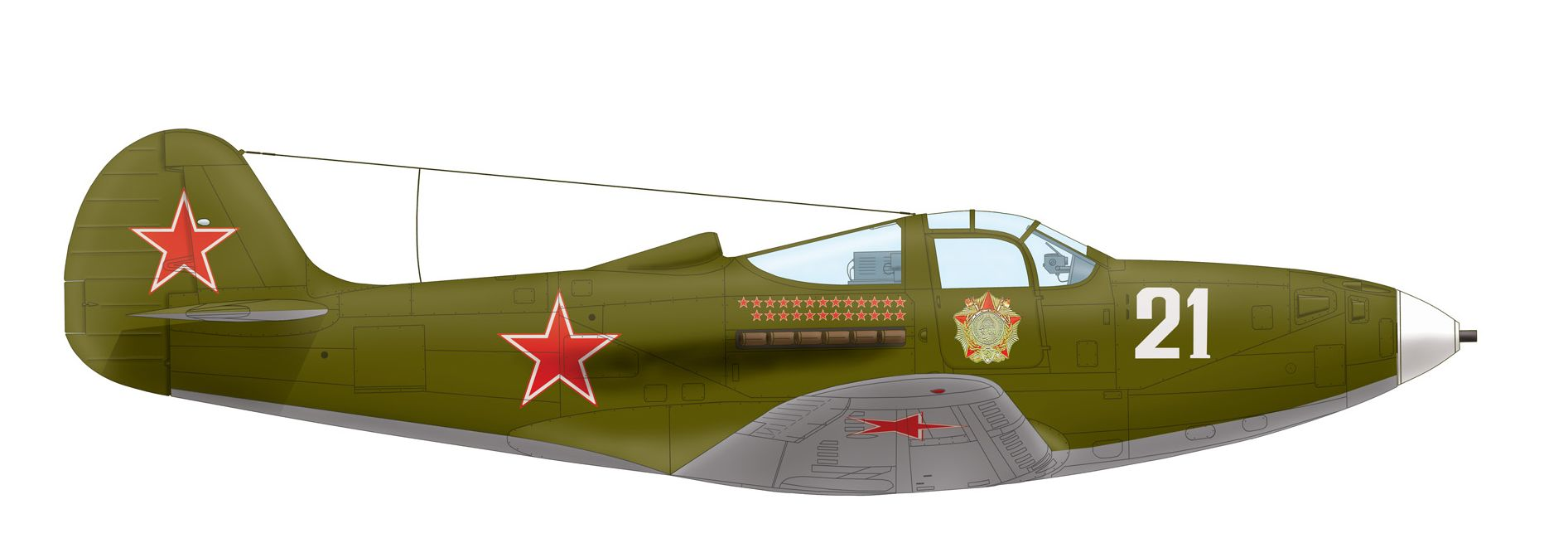
Самолет Bell P-39Q Airacobra П. И. Чепиноги, осень 1944